# Гиммельрайх, Константин Павлович
Константин Павлович Гиммельрайх (псевдоним: «Шелест», «Кий») (англ. Konstantyn Himmelreich; *
22 декабря 1912 (1 января 1913), Ивангород в Черниговской области —  4 сентября 1991, Мельбурн Австралия — украинский ученый-гидробиолог, с 1942 г. участник подполья ОУН, полковник УПА, член-основоположник УРДП, член УНР, поэт и прозаик, член объединения украинских писателей «Слово».

## Молодые годы
Родился 22 декабря 1912 года в Ивангороде (ныне в Черниговской области) в семье ветеринарного и медицинского врачей. Происходил из рода немецких колонистов. В 1923 году переехал в Киев, где окончил в 1927 году Первую Шевченковскую гимназию под руководством Дурдуковского. Проучился один год в электротехникуме, который покинул из-за конфликта с учителем. В 1928 году поступил в химический техникум, где проучился два года. В 1931 году поступил в зоотехнический институт, который окончил в 1935 году.
После окончания института был призван на год в военную школу в Хабаровск, которую закончил старшим лейтенантом артиллерии. После военной выучки работал в Институте гидробиологии Академии наук УССР. Сначала научным лаборантом, а впоследствии после окончания аспирантуры — старшим научным сотрудником. В 1941 году написал кандидатскую диссертацию «Малые реки Украины», которую не успел защитить из-за войны.

## Военные годы
Исполняя обязанности заместителя командира полка во время безуспешной обороны Киева, Константин Гиммельрайх попал в немецкий плен, был освобождён как этнический немец вступив во вспомогательную полицию. Вскоре однако покинул её став директоров рыбтреста, а также по совместительству работал научным сотрудником Института гидробиологии Академии наук.. Принимал участие в конференции Военного штаба ОУН, где присутствовал военный референт ОУН генерал Армии УНР Николай Капустянский. С приближением фронта К. Гиммельрайх вместе с семьёй переехал в Галицию и стал летом 1944 г. командиром партизанского отдела вблизи г. Турки на горе Белке (1014 м), который был подчинен ОУН(м).
Это была 1-я (и единственная) сотня мельниковского отряда им. Полуботка (55-73 чел.). Под давлением куреня «Рена» (Мизерный Василий) этот отдел самоликвидируется. Большинство «полуботковцев» присоединилась к «Рену», мельниковцы поехали в эмиграцию а К. П. Гиммельрайх с другими старшинами отбыли в распоряжение старшинской школы УПА «Олени» в район с. Рожанки.
После обучения в старшинской школе, К. П. Гиммельрайх вместе с 18-ю выпускниками получил приказ идти в распоряжение Главного военного штаба (ГВШ) УПА, в район с. Скварява, на Золочевщине. В начале января 1945 г. возле с. Тростянца между Подгайцами и Рогатином встретился с Романом Шухевичем, который назначил его командиром отдела особого назначения УПА-«Восток» (19-й Каменец-Подольский ТВ), который состоял из восточников и целью которого было взять Киев после начала возможной войны между СССР и западными союзниками весной 1945 г.
Основой воинского формирования должны были стать курень Я. Белинского («Быстрого»), сотня П. Миколенко («Байды») и др. Однако надежды на войну между СССР и альянтами быстро развеялись, и уже с сентября 1945 г. К. Гиммельрайх с рейдом пошел на Запад.

## Жизнь в эмиграции

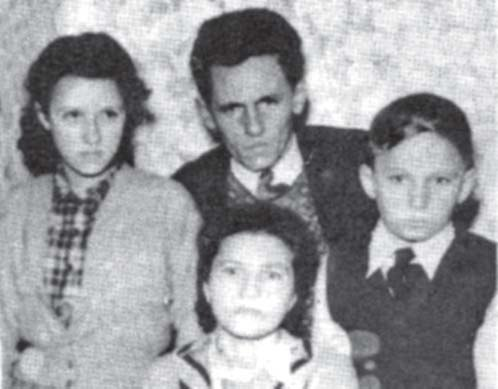
Кость Гиммельрайх с женой Левантиною, дочерью Лесей и сыном Юрой в Австралии. 1951

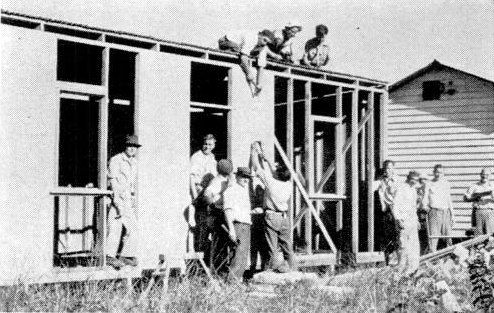
Перестроение дома семьи Гиммельрах волонтерами после пожара в 1953 году.

В 1946 г. Гиммельрайх добрался до своей семьи в Западную Германию.
Поселившись в городе Регенсбурге, он становится влиятельным участником украинского общественного и политического жизни, включается в развитие новой политической партии — Украинской революционно-демократической партии, которую основал И.Багровый. На 3-м съезде УРДП (28-29.05.1949 г.) избран в состав ЦК.
В начале 1951 г. выехал вместе с семьей в Австралию на постоянное поселение. Поселился в Мельбурне. Был видным деятелем украинского общественной жизни, учредителем газеты «Украинец в Австралии» (1956). На 4-м съезде УРДП (12-13.03.1955 г.) избран членом ЦК от австралийского краевого комитета партии. Переизбран на 5-м съезде (24-25.12.1967).
После откола от УРДП группы Николая Степаненко (1968) пытался склонить австралийские организации партии на его сторону. Поскольку большинство краевой организации УРДП в Австралии стала на сторону легитимного руководства, Константин Гммельрайх создал альтернативный краевой комитет партии, однако успеха не достиг. Был членом Легиона им. С. Петлюры — антикоммунистического объединения бывших военнослужащих Красной Армии.
Константин Гиммельрайх был членом Объединения украинских писателей «Слово», автором сборников стихов и рассказов, воспоминаний и многочисленных статей в прессе. К сожалению, почти все его литературное наследие погибло в пожаре собственного дома 1953 года. Только несколько удалось ему восстановить перед тяжелым недугом кровоизлиянием в мозг в конце 1970 г. Впоследствии он потерял зрение и частично память.
Умер Константин Гиммельрайх 4 сентября 1991 г. в Австралии, похоронен в Мельбурне.
Его сын, Юрий Гиммельрайх, художник, член Союза украинских изобразительных художников Австралии.

## Произведения
- Гіммельрайх K. Река обиточная: Мемуары. (1941)
- Гіммельрайх K. Воспоминания командира отдела особого назначения УПА-Восток (1987) в серии «Летописи Украинской Повстанческой Армии» т. 15. ISBN 0-920092-14-4

### Отдельные статьи/стихи
- Гіммельрайх K. «Мариво» // Новый горизонт. — Мельбурн, 1960. — Ч. 2. — С. 87-88.
- Гіммельрайх K. «Стихи» // Вакуленко П. (ред.) З-під евкаліптів. Поезії. (англ. From under the gumtrees : poetry) — Мельбурн: Просвещение, 1976. — С. 21-26.
- Гіммельрайх K. «Из стихов К. Гіммельрайх» // Новый горизонт. — Мельбурн, 1999. — Ч. 4. — С. 59-62.
- Гіммельрайх K. «Анна» // Новый горизонт. — Мельбурн, 1999. — Ч. 11. — С. 45-53.